# Macpup
Macpup – minimalistyczna dystrybucja Linuksa, oparta na Puppy i środowisku graficznym Enlightenment (E17), godna uwagi ze względu na wyjątkową wydajność graficzną i niewielkie wymagania sprzętowe. Wizualnie Macpup jest upodobniony do OS X.